# Giải bóng đá vô địch quốc gia Slovakia
Giải bóng đá vô địch quốc gia Slovakia (tiếng Slovak: 1. slovenská futbalová liga), tên chính thức là Niké liga vì lý do tài trợ, là một giải bóng đá chuyên nghiệp tại Slovakia và là giải đấu cấp cao nhất của hệ thống giải bóng đá Slovakia.
Giải được thành lập năm 1993 sau khi Tiệp Khắc tan rã. Kỷ lục về số danh hiệu nhiều nhất là mười lăm danh hiệu, do Slovan Bratislava nắm giữ, hiện là đội đang giữ danh hiệu.

## Lịch sử

### thời kỳ Tiệp Khắc
Slovakia đã từng là một phần của Czechoslovakia trong thời kỳ từ năm 1918 đến 1939 và từ 1945 đến 1993. Giải vô địch Slovakia đầu tiên, có tên Zväzové Majstrovstvá Slovenska, đã được tổ chức giữa các đội bóng ởSlovakia từ năm 1925 đến 1933. Cho đến mùa giải 1935-1936, không có đội bóng Slovakia nào tham gia giải đấu chuyên nghiệp cấp bang của Tiệp Khắc. Sau khi Tiệp Khắc tan rã vào năm 1939 và Cộng hòa Slovak được thành lập như một đồng minh của Đức, ŠK Bratislava là câu lạc bộ duy nhất nói tiếng Slovak tham gia vào giải bóng đá quốc gia mới của Slovakia, Slovenská liga (1939-1945).

Nhà Vô địch:
| - Zväzové Majstrovstvá Slovenska (1925–1933) 1925 - 1. ČsŠK Bratislava 1925–26 - 1. ČsŠK Bratislava 1926–27 - 1. ČsŠK Bratislava 1927–28 - SK Žilina 1928–29 - SK Žilina 1929–30 - 1. ČsŠK Bratislava 1930–31 - Ligeti SC 1931–32 - 1. ČsŠK Bratislava 1932–33 - SC Rusj Uzhorod | - Slovenská liga (1939–1945) 1938–39 - Sparta Považská Bystrica 1939–40 - ŠK Bratislava 1940–41 - ŠK Bratislava 1941–42 - ŠK Bratislava 1942–43 - OAP Bratislava 1943–44 - ŠK Bratislava 1944–45 - abandoned in September 1944 |

### Các đội bóng Slovakia vô địch Giải bóng đá 1. League Czechoslovakia là:
| Câu lạc bộ                           | Đội Chiến thắng | năm chiến thắng                                            |
| ------------------------------------ | --------------- | ---------------------------------------------------------- |
| ŠK Slovan Bratislava / NV Bratislava | 8               | 1949, 1950, 1951, 1955, 1969–70, 1973–74, 1974–75, 1991–92 |
| FC Spartak Trnava                    | 5               | 1967–68, 1968–69, 1970–71, 1971–72, 1972–73                |
| FK Liên Bratislava                   | 1               | 1958–59                                                    |

## Thể thức
Năm 1996 là năm mà số lượng câu lạc bộ thi đấu ở cấp độ cao nhất trong lịch sử Fortuna liga. Năm 2000, số lượng này giảm dần, nhưng năm 2006 lại tăng lên. Số lượng đội đã chơi trong mỗi mùa giải của giải đấu được liệt kê dưới đây:
| Number of teams \| \| - 12 clubs = 1993–1996 - 16 clubs = 1996–2000 - 10 clubs = 2000–2006 - 12 clubs = 2006–present \| |                                                                                                |
| | - 12 clubs = 1993–1996 - 16 clubs = 1996–2000 - 10 clubs = 2000–2006 - 12 clubs = 2006–present |

## Nhà tài trợ
| Giai đoạn       | Nhà tài trợ                | Tên            |
| --------------- | -------------------------- | -------------- |
| 1993/94–1996/97 | Không có nhà tài trợ chính | 1. liga        |
| 1997/98–2001/02 | Reemtsma                   | Mars superliga |
| 2002/03         | Không có nhà tài trợ chính | 1. liga        |
| 2003/04–2013/14 | heineken                   | Corgoň liga    |
| 2014/15–2022/23 | Fortuna                    | Fortuna liga   |

## Các đội hiện tại (2023–2024)
| Đội                 | Sân vận động                  | Sức chứa hoặc chỗ ngồi |
| ------------------- | ----------------------------- | ---------------------- |
| DAC Dunajská Streda | MOL Aréna                     | 12.700                 |
| Spartak Trnava      | Sân vận động Anton Malatinský | 19.200                 |
| Zlaté Moravce       | Štadión FC ViOn               | 4.000                  |
| Trenčín             | Štadión Sihoť                 | 10.000                 |
|                     |                               |                        |
| Ružomberok          | Štadión pod Čebraťom          | 4,817                  |
|                     |                               |                        |
| Zemplín Michalovce  | Mestský futbalový štadión     | 4.440                  |
| Žilina              | Štadión pod Dubňom            | 11,258                 |
| Slovan Bratislava   | Tehelné pole                  | 22.500                 |

Nguồn cho các đội:

## Vô địch
| Mùa giải | Vô địch                 | Á quân                | Hạng ba               | Vua phá lưới                      | Số bàn | Đội                               |
| -------- | ----------------------- | --------------------- | --------------------- | --------------------------------- | ------ | --------------------------------- |
| 1993–94  | Slovan Bratislava (1)   | Inter Bratislava      | DAC Dunajská Streda   | Pavol Diňa                        | 19     | DAC Dunajská Streda               |
| 1994–95  | Slovan Bratislava (2)   | 1. FC Košice          | Inter Bratislava      | Robert Semenik                    | 18     | Dukla Banská Bystrica             |
| 1995–96  | Slovan Bratislava (3)   | 1. FC Košice          | Spartak Trnava        | Robert Semenik                    | 29     | 1. FC Košice                      |
| 1996–97  | 1. FC Košice (1)        | Spartak Trnava        | Slovan Bratislava     | Jozef Kožlej                      | 22     | 1. FC Košice                      |
| 1997–98  | 1. FC Košice (2)        | Spartak Trnava        | Inter Bratislava      | Ľubomír Luhový                    | 17     | Spartak Trnava                    |
| 1998–99  | Slovan Bratislava (4)   | Inter Bratislava      | Spartak Trnava        | Martin Fabuš                      | 19     | Trenčín                           |
| 1999–00  | Inter Bratislava (1)    | 1. FC Košice          | Slovan Bratislava     | Szilárd Németh                    | 16     | Inter Bratislava                  |
| 2000–01  | Inter Bratislava (2)    | Slovan Bratislava     | Ružomberok            | Szilárd Németh                    | 23     | Inter Bratislava                  |
| 2001–02  | Žilina (1)              | Púchov                | Inter Bratislava      | Marek Mintál                      | 21     | Žilina                            |
| 2002–03  | Žilina (2)              | Artmedia Bratislava   | Slovan Bratislava     | Marek Mintál Martin Fabuš         | 20     | Žilina Trenčín, Žilina            |
| 2003–04  | Žilina (3)              | Dukla Banská Bystrica | Ružomberok            | Roland Števko                     | 17     | Ružomberok                        |
| 2004–05  | Artmedia Bratislava (1) | Žilina                | Dukla Banská Bystrica | Filip Šebo                        | 22     | Artmedia Petržalka                |
| 2005–06  | Ružomberok (1)          | Artmedia Bratislava   | Spartak Trnava        | Róbert Rák Erik Jendrišek         | 21     | Nitra Ružomberok                  |
| 2006–07  | Žilina (4)              | Artmedia Bratislava   | Slovan Bratislava     | Tomáš Oravec                      | 16     | Artmedia Petržalka                |
| 2007–08  | Artmedia Bratislava (2) | Žilina                | Nitra                 | Ján Novák                         | 17     | Košice                            |
| 2008–09  | Slovan Bratislava (5)   | Žilina                | Spartak Trnava        | Pavol Masaryk                     | 15     | Slovan Bratislava                 |
| 2009–10  | Žilina (5)              | Slovan Bratislava     | Dukla Banská Bystrica | Róbert Rák                        | 18     | Nitra                             |
| 2010–11  | Slovan Bratislava (6)   | Senica                | Žilina                | Filip Šebo                        | 22     | Slovan Bratislava                 |
| 2011–12  | Žilina (6)              | Spartak Trnava        | Slovan Bratislava     | Pavol Masaryk                     | 18     | Ružomberok                        |
| 2012–13  | Slovan Bratislava (7)   | Senica                | Trenčín               | David Depetris                    | 16     | Trenčín                           |
| 2013–14  | Slovan Bratislava (8)   | Trenčín               | Spartak Trnava        | Tomáš Malec                       | 14     | Trenčín                           |
| 2014–15  | Trenčín (1)             | Žilina                | Slovan Bratislava     | Matej Jelić Jan Kalabiška         | 19     | Žilina Senica                     |
| 2015–16  | Trenčín (2)             | Slovan Bratislava     | Spartak Myjava        | Gino van Kessel                   | 17     | Trenčín                           |
| 2016–17  | Žilina (7)              | Slovan Bratislava     | Ružomberok            | Filip Hlohovský Seydouba Soumah   | 20     | Žilina Slovan Bratislava          |
| 2017–18  | Spartak Trnava (1)      | Slovan Bratislava     | DAC Dunajská Streda   | Samuel Mráz                       | 21     | Žilina                            |
| 2018–19  | Slovan Bratislava (9)   | DAC Dunajská Streda   | Ružomberok            | Andraž Šporar                     | 29     | Slovan Bratislava                 |
| 2019–20  | Slovan Bratislava (10)  | Žilina                | DAC Dunajská Streda   | Andraž Šporar                     | 12     | Slovan Bratislava                 |
| 2020–21  | Slovan Bratislava (11)  | DAC Dunajská Streda   | Spartak Trnava        | Dawid Kurminowski                 | 19     | Žilina                            |
| 2021–22  | Slovan Bratislava (12)  | Ružomberok            | Spartak Trnava        | Jakub Kadák                       | 13     | Trenčín                           |
| 2022–23  | Slovan Bratislava (13)  | DAC Dunajská Streda   | Spartak Trnava        | Nikola Krstović                   | 18     | DAC Dunajská Streda               |
| 2023–24  | Slovan Bratislava (14)  | DAC Dunajská Streda   | Spartak Trnava        | Róbert Polievka Tigran Barseghyan | 13     | Banská Bystrica Slovan Bratislava |
| 2024–25  | Slovan Bratislava (15)  | Žilina                | Spartak Trnava        | Tigran Barseghyan David Strelec   | 20     | Slovan Bratislava                 |

Nguồn danh sách những đội chiến thắng giải vô địch 

### Thành tích theo câu lạc bộ
Các đội in đậm đang thi đấu ở 1. liga 2025–26.
| Câu lạc bộ            | Vô địch | Á quân | Mùa giải vô địch | Mùa giải á quân                                      |
| --------------------- | ------- | ------ | --- | ---------------------------------------------------- |
| Slovan Bratislava     | 15      | 5      | 1993–94, 1994–95, 1995–96, 1998–99, 2008–09, 2010–11, 2012–13, 2013–14, 2018–19, 2019–20, 2020–21, 2021–22, 2022–23, 2023–24, 2024–25 | 2000–01, 2009–10, 2015–16, 2016–17, 2017–18          |
| Žilina                | 7       | 6      | 2001–02, 2002–03, 2003–04, 2006–07, 2009–10, 2011–12, 2016–17                                                                         | 2004–05, 2007–08, 2008–09, 2014–15, 2019–20, 2024–25 |
| VSS Košice            | 2       | 3      | 1996–97, 1997–98 | 1994–95, 1995–96, 1999–00                            |
| Artmedia Bratislava   | 2       | 3      | 2004–05, 2007–08 | 2002–03, 2005–06, 2006–07                            |
| Inter Bratislava      | 2       | 2      | 1999–00, 2000–01 | 1993–94, 1998–99                                     |
| Trenčín               | 2       | 1      | 2014–15, 2015–16 | 2013–14                                              |
| Spartak Trnava        | 1       | 3      | 2017–18 | 1996–97, 1997–98, 2011–12                            |
| Ružomberok            | 1       | 1      | 2005–06 | 2021–22                                              |
| DAC Dunajská Streda   | –       | 4      | – | 2018–19, 2020–21, 2022–23, 2023–24                   |
| Senica                | –       | 2      | – | 2010–11, 2012–13                                     |
| Púchov                | –       | 1      | – | 2001–02                                              |
| Dukla Banská Bystrica | –       | 1      | – | 2003–04                                              |

### Danh hiệu theo thành phố
| Thành phố                | tiêu đề | câu lạc bộ chiến thắng                                               |
| ------------------------ | ------- | -------------------------------------------------------------------- |
| </img> thủ đô bratislava | 17      | Slovan Bratislava (13), Inter Bratislava (2), Artmedia Petržalka (2) |
| </img> Žilina            | 7       | zilina (7)                                                           |
| </img> Košice            | 2       | VSS Košice (2)                                                       |
| </img> Trenčín           | 2       | Trenčín (2)                                                          |
| </img> Ružomberok        | 1       | Ružomberok (1)                                                       |
| </img> Trnava            | 1       | Spartak Trnava (1)                                                   |

## Bảng mọi thời đại
Kể từ khi Slovak Super Liga bắt đầu hoạt động vào năm 1993, bảng xếp hạng toàn diện bao gồm tất cả các kết quả trận đấu, số điểm và số bàn thắng của từng đội. Bảng dự đoán rằng mùa giải 2022–23 sẽ kết thúc. Các đội in đậm là một phần của Fortuna Liga năm 2023–24.top-flight. Không có câu lạc bộ nào ở vị trí cao nhất trong suốt tất cả các mùa giải. MŠK Žilina và Spartak Trnava đã bỏ lỡ một mùa giải và Slovan Bratislava đã bỏ lỡ hai mùa giải.
| Pos | Team                  | S  | P   | W   | D   | L   | F    | A    | GD     | Pts   |
| --- | --------------------- | -- | --- | --- | --- | --- | ---- | ---- | ------ | ----- |
| 1   | Slovan Bratislava     | 28 | 910 | 518 | 207 | 185 | 1635 | 884  | 751    | 1761  |
| 2   | Žilina                | 29 | 974 | 468 | 216 | 290 | 1659 | 1080 | 579    | 1607  |
| 3   | Spartak Trnava        | 29 | 964 | 439 | 221 | 302 | 1347 | 1056 | 291    | 1532  |
| 4   | Ružomberok            | 26 | 880 | 339 | 248 | 293 | 1149 | 1061 | 88     | 1268  |
| 5   | Trenčín               | 23 | 775 | 303 | 170 | 300 | 1128 | 1092 | 36     | 1082  |
| 6   | VSS Košice            | 19 | 616 | 241 | 148 | 227 | 835  | 799  | 36     | 863   |
| 7   | DAC Dunajská Streda   | 20 | 634 | 226 | 157 | 251 | 774  | 889  | (-115) | 829 * |
| 8   | Dukla Banská Bystrica | 20 | 648 | 210 | 174 | 264 | 775  | 842  | (-67)  | 795   |
| 9   | Petržalka             | 14 | 463 | 204 | 114 | 145 | 676  | 561  | 115    | 726   |
| 10  | Inter Bratislava      | 14 | 454 | 203 | 102 | 149 | 667  | 519  | 148    | 693   |
| 11  | Nitra                 | 18 | 572 | 177 | 128 | 299 | 607  | 875  | (-268) | 644   |
| 12  | Tatran Prešov         | 16 | 515 | 148 | 143 | 224 | 529  | 734  | (-205) | 577   |
| 13  | Senica                | 14 | 448 | 147 | 113 | 186 | 510  | 619  | (-138) | 556   |
| 14  | Zlaté Moravce         | 16 | 513 | 137 | 129 | 249 | 532  | 793  | (-261) | 548   |
| 15  | Dubnica               | 13 | 424 | 119 | 117 | 188 | 436  | 604  | (-168) | 473   |
| 16  | Zemplín Michalovce    | 9  | 282 | 80  | 71  | 129 | 307  | 449  | (-142) | 311   |
| 17  | Púchov                | 6  | 216 | 70  | 53  | 93  | 235  | 294  | (-59)  | 263   |
| 18  | Humenné               | 7  | 216 | 71  | 43  | 102 | 238  | 323  | (-85)  | 246   |
| 19  | Podbrezová            | 6  | 192 | 60  | 45  | 77  | 210  | 266  | (-56)  | 230   |
| 20  | Baník Prievidza       | 7  | 216 | 59  | 44  | 113 | 239  | 369  | (-130) | 212   |
| 21  | Spartak Myjava        | 5  | 132 | 55  | 27  | 50  | 167  | 177  | (-10)  | 192   |
| 22  | Sereď                 | 5  | 155 | 49  | 39  | 67  | 176  | 237  | (-61)  | 186   |
| 23  | Lokomotíva Košice     | 5  | 156 | 48  | 37  | 71  | 180  | 241  | (-61)  | 174   |
| 24  | Bardejov              | 5  | 154 | 45  | 24  | 85  | 159  | 232  | (−73)  | 159   |
| 25  | Rimavská Sobota       | 4  | 126 | 35  | 29  | 62  | 129  | 193  | (−64)  | 134   |
| 26  | Pohronie              | 4  | 123 | 26  | 42  | 55  | 128  | 179  | (-51)  | 120   |
| 27  | Senec                 | 3  | 91  | 18  | 28  | 45  | 85   | 152  | (−67)  | 82    |
| 28  | Skalica               | 2  | 65  | 16  | 16  | 33  | 68   | 100  | (-32)  | 64    |
| 29  | Liptovský Mikuláš     | 2  | 63  | 14  | 16  | 34  | 66   | 116  | (-50)  | 58    |
| 30  | FC Košice             | 0  | 0   | 0   | 0   | 0   | 0    | 0    | 0      | 0     |

S là số mùa, trong khi P là số trận đã đấu. Số trận thắng là W, số trận hòa là D và số trận thua là L. F là mục tiêu; A là thất bại. GD là số bàn thắng bại.; Điểm tính đến điểm
Spartak Myjava đã rút lui khỏi giải đấu vào ngày 21 tháng 12 năm 2016. Kết quả của họ từ mùa giải 2016-17 cũng bị loại bỏ.
- DAC bị trừ 6 điểm ở mùa giải 2013/14.

Giải đấu tại 2022–23:
|  | 2022–23 Giải bóng đá hạng nhất Slovakia           |
|  | 2022–23 2. Liên đoàn (Slovakia)                   |
|  | 2022–23 3. Liên đoàn (Slovakia)                   |
|  | 4. Liên đoàn (Slovakia)                           |
|  | 5. Liên đoàn (Slovakia)                           |
|  | Câu lạc bộ không hoạt động hoặc không còn tồn tại |

## Vua phá lưới mọi thời đại
Bảng này chính xác tính đến cuối mùa giải 2015–16.
| #  | Tên            | câu lạc bộ                                                                            | Bàn thắng |
| -- | -------------- | ------------------------------------------------------------------------------------- | --------- |
| 1. | Juraj Halenár  | Inter Bratislava (35), Artmedia (33), Slovan Bratislava (57)                          | 125       |
| 2. | Robert Semeník | Dukla Banská Bystrica (72), 1. FC Košice (43), Nitra (5)                              | 120       |
| 3. | Pavol Masaryk  | Spartak Trnava (10), Slovan Bratislava (45), Ružomberok (28), Senica (2), Skalica (2) | 87        |
| 4. | Marek Ujlaky   | Spartak Trnava (79), Slovan Bratislava (2), Senec (3), Zlaté Moravce (2)              | 86        |
| 5. | Szilárd Németh | Tiếng Slovan Bratislava (25), 1. FC Košice (21), Inter Bratislava (39)                | 85        |

## Trong các giải đấu châu Âu

### hệ số UEFA
Dữ liệu sau đây cho biết thứ hạng hệ số của Slovakia giữa các giải bóng đá châu Âu.
| Country ranking UEFA League Ranking as of the end 2022/23 season for the period of 2018-2023: - 26. (25) Liga I (20.500) - 27. (24) Parva Liga (20.000) - 28. (30) Slovak Super Liga (19.750) - 29. (26) Azerbaijan Premier League (16.625) - 30. (29) Kazakhstan Premier League (12.625) | Club ranking UEFA 5-year Club Ranking as of the end of the 2022/23 season: - 69. Slovan Bratislava (24.500) - 140. Spartak Trnava (10.500) - 162. DAC Dunajská Streda (8.500) - 319. Žilina (3.950) - 319. Ružomberok (3.950) - 319. Trenčín (3.950) |

## chuyển Nhượng
Fortuna liga đã tạo ra nhiều cầu thủ cho đội tuyển bóng đá quốc gia Slovakia. Trong những năm qua, số lượng cầu thủ trẻ rời Fortuna liga sau một thời gian chơi bóng ở đội một để chuyển sang chơi bóng ở các giải đấu có tiêu chuẩn cao hơn.

### Kỷ lục chuyển nhượng
| Rank | Player             | From                | To                     | Fee                          | Year |
| ---- | ------------------ | ------------------- | ---------------------- | ---------------------------- | ---- |
| 1.   | Szilárd Németh     | Inter Bratislava    | Middlesbrough F.C.     | €6.75 million*               | 2001 |
| 2.   | Andraž Šporar      | Slovan Bratislava   | Sporting CP            | €6 million                   | 2020 |
| 3.   | László Bénes       | Žilina              | Mönchengladbach        | €5.5 million*                | 2016 |
| 4.   | Róbert Boženík     | Žilina              | Feyenoord              | €4.6 million*                | 2020 |
| 5.   | Dávid Hancko       | Žilina              | Fiorentina             | €4.5 million*                | 2018 |
| 6.   | Peter Dubovský     | Slovan Bratislava   | Real Madrid            | €4.3 million* (110 mil. SKK) | 1993 |
| 7.   | Wesley             | Trenčín             | Club Brugge            | €4.2 million*                | 2016 |
| 8.   | Tomáš Hubočan      | Žilina              | Zenit Saint Petersburg | €3.8 million                 | 2008 |
| 9.   | Matúš Bero         | Trenčín             | Trabzonspor            | €3.5 million*                | 2016 |
| 10.  | Dominik Greif      | Slovan Bratislava   | RCD Mallorca           | €2.5 million*                | 2021 |
| 10.  | David Strelec      | Slovan Bratislava   | Spezia Calcio          | €2.5 million                 | 2021 |
| 11.  | Miroslav Karhan    | Spartak Trnava      | Real Betis             | €2.3 million                 | 1999 |
| 12.  | Vladimír Kinder    | Slovan Bratislava   | Middlesbrough          | €2.2 million (64 mil. SKK)   | 1996 |
| 12.  | Vakoun Issouf Bayo | DAC Dunajská Streda | Celtic                 | €2.2 million*                | 2019 |
| 13.  | Hilary Gong        | Trenčín             | Vitesse                | €2.0 million                 | 2018 |
| 13.  | Jakub Kiwior       | Žilina              | Spezia                 | €2.0 million*                | 2021 |
| 14.  | Eric Ramírez       | DAC Dunajská Streda | FC Dynamo Kyiv         | €1.8 million                 | 2021 |
| 15.  | Nemanja Matić      | Košice              | Chelsea                | €1.75 million                | 2009 |

*-phí không chính thức

### Ghi lại chuyển nhượng đến
| Thứ hạng | Người chơi                                         | Từ                       | ĐẾN               | Phí                        | Năm  |
| -------- | -------------------------------------------------- | ------------------------ | ----------------- | -------------------------- | ---- |
| 1.       | </img> Rabiu Ibrahim                               | </img>Quý ông            | Slovan Bratislava | €1,0 triệu                 | 2017 |
| 2.       | </img> David Holman                                | </img>Debrecen           | Slovan Bratislava | €0,7 triệu                 | 2017 |
| 2.       | Bản mẫu:Country data Trinidad</img> Lester Peltier | </img>Trenčín            | Slovan Bratislava | €0,7 triệu                 | 2012 |
| 2.       | </img> Marek Špilár                                | </img>Tatran Prešov      | 1. FC Košice      | €0,7 triệu (20 triệu SKK)* | 1997 |
| 2.       | </img> András Telek                                | </img>Ferencváros        | 1. FC Košice      | €0,7 triệu (20 triệu SKK)* | 1997 |
| 3.       | </img>Kenan Bajrić                                 | </img>Olimpija Ljubljana | Slovan Bratislava | €0,6 triệu                 | 2018 |
| 3.       | </img> Andraž Šporar                               | </img>Basel              | Slovan Bratislava | €0,6 triệu                 | 2018 |
| 3.       | </img> Samuel Štefánik                             | </img>NEC Nijmegen       | Slovan Bratislava | €0,6 triệu                 | 2014 |

## Ngôi sao vàng
Dựa trên ý tưởng của Umberto Agnelli, danh hiệu Ngôi sao vàng cho thể thao xuất sắc được giới thiệu để công nhận các đội đã giành được nhiều chức vô địch hoặc các danh hiệu khác bằng cách hiển thị các ngôi sao vàng trên huy hiệu và áo thi đấu của đội.
- Slovan Bratislava nhận năm 2009
- Žilina nhận được vào năm 2010